# Жовтець карпатський
Жовтець карпатський (Ranunculus carpaticus) — отруйна багаторічна рослина з роду жовтець (Ranunculus) родини жовтцевих (Ranunculaceae), південно-карпатський ендемік.

## Опис
Багаторічник з типовим гладким горизонтальним кореневищем, доволі крихким і ламким. Стебла завдовжки 20-50 см, прямостоячі, прості або слабко розгалужені. Має чергове листкорозміщення. Базальні листки мають довгі черешки. Квітки доволі великі (діаметром 3-4,5 см), жовті, правильні, п'ятичленні. Плід — багатогорішок.

## Поширення та екологія
Жовтець карпатський поширений в Україні та Румунії, також відоме одне ізольоване місцезнаходження у Словаччині (близько села Збой). Рідкісний вид трав'яного покриву лісових фітоценозів Карпатських гір. Є характерним для букових та ялинових лісів на висотах близько 1000 м н.р.м. Найчастіше зростає на лісових галявинах. Потребує вологих ґрунтів з великою кількістю гумуса. Життєва форма за Раункієром — гемікриптофіт.

## Охорона
Вид занесено до Червоної книги Словаччини. В Україні підлягає регіональній охороні на території Чернівецької області.